# Solinger SC 95/98
Solinger SC 95/98 is een Duitse voetbalclub uit Solingen, Noordrijn-Westfalen. De club ontstond in 1970 door een fusie tussen Solinger FC 95 en BSV Solingen 98;

## Geschiedenis
De club werd opgericht in 1895 als Solinger FC 95 en is na 1. FC Mönchengladbach de oudste club van West-Duitsland. De club sloot zich aan bij de West-Duitse voetbalbond en ging in de Bergse competitie spelen. Na 1911 ging de club in de Noordrijnse competitie spelen.
In 1970 fuseerde de club met stadsrivaal BSV Solingen 98 tot Solinger SC 95/98.

## Erelijst
Kampioen Noordrijn-Zuid
1913